# 吳洪裕
吴洪裕（1598年—1651年），字问卿，号枫隐，又号乾元樵子，直隶宜兴县人，明末文人。

## 生平
万历四十三年（1615年）中乙卯應天鄉試举人，此后屢试不第。崇祯末，知天下将乱，遂不再赴试，寄情书画山水，以诗酒自娱。清顺治七年十二月初三（1651年）卒。

## 家族
父吴正志，萬曆進士。

## 轶事
曾藏有黃公望富春山居圖及王羲之的七世孫智永禪師智永法師千字文真跡 。